# Лубрин
Лубрин (на испански: Lubrín) е населено място и община в Испания. Намира се в провинция Алмерия, в състава на автономната област Андалусия. Общината влиза в състава на района (комарка) Леванте Алмериенсе. Заема площ от 138 km². Населението му е 1764 души (по данни от 2010 г.). Разстоянието до административния център на провинцията е 72 km.

## Демография
| 1996 | 1998 | 1999 | 2000 | 2001 | 2002 | 2003 | 2004 | 2005 | 2006 |
| ---- | ---- | ---- | ---- | ---- | ---- | ---- | ---- | ---- | ---- |
| 1823 | 1780 | 1771 | 1707 | 1673 | 1635 | 1636 | 1667 | 1670 |      |